# Rallye San Remo 1986

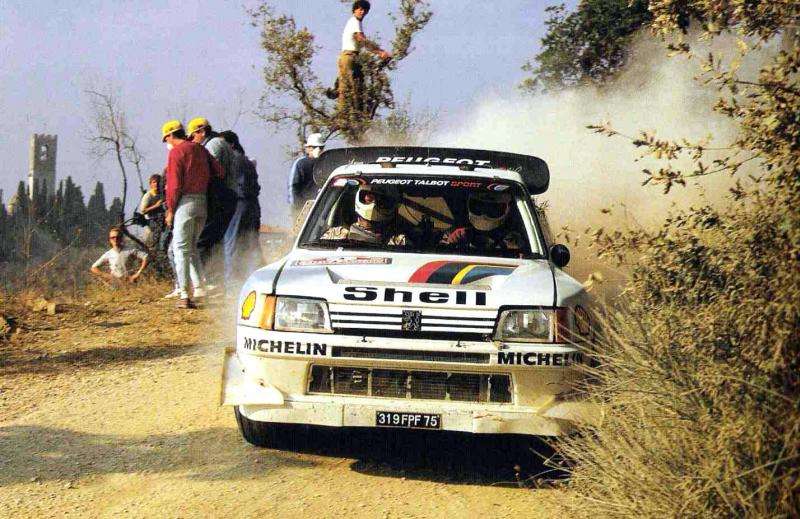
Juha Kankkunen a Juha Piironen s vozem Peugeot 205

Rallye San Remo (oficiální název 28º Rallye Sanremo) byla jedenáctou soutěží mistrovství světa v rallye 1986. Vítězem se stal Markku Alen s Lancií Delta S4. V závěru sezony byly výsledky této soutěže anulovány.

## Průběh soutěže
Na prvním testu prorazil Markku Alen s vozem Lancia Delta S4 pneumatiku a propadl se o několik pozic. Vedení v soutěži se ujal Andrea Zanussi s vozem Peugeot 205 T16 E2, kterého speciálně pro tuto soutěž nominoval tým Peugeot Sport. Ve skupině A od počátku vedl Jean Ragnotti s továrním vozem Renault 11 Turbo.
Do druhé etapy vstupoval na vedoucí pozici Zanussi, ale brzy vylétl z trati a o vedení přišel. Stejnou chybu udělal i Bruno Saby s dalším Peugeotem. Na první pozici se tak posunul Miki Biasion s Lancií. Druhý byl Juha Kankkunen s Peugeotem a třetí Dario Cerato se soukromou Lancií. Pak se na první místo prosadil Kankkunen, na druhé Alen a třetí zůstal Cerato. Alen ale ztratil čas, když minul odbočku a propadl se na čtvrtou pozici. Kvůli havárii odstoupil Timo Salonen s Peugeotem. Místo něj se na šestou pozici dostal Tony Pond s vozem MG Metro 6R4.
Do třetí etapy startoval jako první Kankkunen před Alenem, Biasionem a Ceratem. Havaroval Pond a musel odstoupit. Ve skupině A musel Ragnotti odstoupit pro poruchu motoru. Do vedení se dostal Kenneth Eriksson s vozem Volkswagen Golf II GTI 16V. Noční etapy se jely opět na asfaltu. Kvůli špatné volbě pneumatik ztratil Kankkunen a do čela se prosadil Biasion.
V úvodu etapy zasedala komise, která všechny zbývající vozy Peugeot ze soutěže vyloučila pro použití nedovolených aerodynamických prvků. Týmová režie Lancie pak určila, že Biasion před sebe musí pustit Alena. Třetí dojel Cerato. Čtvrté místo a nejlepší výsledek v sezoně získal Malcolm Wilson s Metrem. Pátý dojel Eriksson, který zvítězil ve skupině A.

## Výsledky
1. Markku Alen, Kivimaki - Lancia Delta S4
2. Dario Cerato, Cerri - Lancia Delta S4
3. Miki Biasion, Siviero - Lancia Delta S4
4. Malcolm Wilson, Harris - MG Metro 6R4
5. Kenneth Eriksson, Dietman - Volkswagen Golf II GTI 16V
6. Ladislav Křeček, Motl - Škoda 130 LR
7. Fiorino, Pirollo - Fiat Uno Turbo
8. Tchine, Thimonier - Opel Manta 400
9. Svatopluk Kvaizar, Janeček - Škoda 130 LR
10. Lupini, Davanzo - Renault 5 GT